# Marrawah Tramway
| Die Dampflokomotive Spider vor dem Kesselumbau von 1923 |                   |                                           |                                           |
| Streckenverlauf der Marrawah Tramway, 1951 |                   |                                           |                                           |
| Streckenlänge: | 45,1 km           |                                           |                                           |
| Spurweite: | 1067 mm (Kapspur) |                                           |                                           |
| Maximale Neigung: | 25 ‰              |                                           |                                           |
| Streckengeschwindigkeit: | 19 km/h           |                                           |                                           |
| |                   |                                           |                                           |
| \| \| km \| \| \| \| \| 0 \| Smithton \| Smithton \| \| \| \| Leesville \| \| \| \| \| Lumming’s Mill \| \| \| \| \| Mella (1944 stillgelegt) \| \| \| \| 4,8 \| Produce Stop (3 Mile) \| Produce Stop (3 Mile) \| \| \| 6,4 \| Four Mile \| Four Mile \| \| \| \| Old Cuba Mill Branch \| \| \| \| 8,0 \| Five Mile \| Five Mile \| \| \| \| Old Trowutta Mill Branch \| \| \| \| 9,7 \| Six Mile \| Six Mile \| \| \| \| Togari Mill (1929 stillgelegt) \| \| \| \| 11,3 \| Seven Mile \| Seven Mile \| \| \| 14,5 \| Nine Mile \| Nine Mile \| \| \| 16,1 \| Ten Mile \| Ten Mile \| \| \| \| Hölzerne Tramway (1937 stillgelegt) \| \| \| \| 17,7 \| Eleven Mile \| Eleven Mile \| \| \| \| Brittons’ Tramway \| \| \| \| 22,5 \| Fourteen Mile \| Fourteen Mile \| \| \| \| Lee’s Tramway (1940 stillgelegt) \| \| \| \| \| Montagu River \| \| \| \| 27,4 \| Seventeen Mile (Bond Tier) \| Seventeen Mile (Bond Tier) \| \| \| 29,0 \| Eighteen Mile \| Eighteen Mile \| \| \| \| Bond Tier Gebirge \| \| \| \| \| Marrawah Timber Co. \| \| \| \| \| Welcome River \| \| \| \| \| Salmon River Junction \| \| \| \| \| Jaeger’s Tramway \| \| \| \| \| Redpa \| \| \| \| 37,4 \| East Marawah (23¼ Mile, 1939 stillgelegt) \| East Marawah (23¼ Mile, 1939 stillgelegt) \| \| \| 45,1 \| Marrawah (28 Mile, 1939 stillgelegt) \| Marrawah (28 Mile, 1939 stillgelegt) \| \| \| \| \| \| \| \| \| Rot: Stahlschienen, blau: Holzschienen \| \| |                   |                                           |                                           |
| | km                |                                           |                                           |
| Kopfbahnhof Streckenanfang (Strecke außer Betrieb) | 0                 | Smithton                                  | Smithton                                  |
| Haltepunkt / Haltestelle (Strecke außer Betrieb) |                   | Leesville                                 | Leesville                                 |
| Abzweig geradeaus und nach links (Strecke außer Betrieb) |                   | Lumming’s Mill                            | Lumming’s Mill                            |
| Abzweig geradeaus und nach links (Strecke außer Betrieb) |                   | Mella (1944 stillgelegt)                  | Mella (1944 stillgelegt)                  |
| Haltepunkt / Haltestelle (Strecke außer Betrieb) | 4,8               | Produce Stop (3 Mile)                     | Produce Stop (3 Mile)                     |
| Haltepunkt / Haltestelle (Strecke außer Betrieb) | 6,4               | Four Mile                                 | Four Mile                                 |
| Abzweig mit U-Bahn geradeaus und nach rechts (Strecke außer Betrieb) |                   | Old Cuba Mill Branch                      | Old Cuba Mill Branch                      |
| Haltepunkt / Haltestelle (Strecke außer Betrieb) | 8,0               | Five Mile                                 | Five Mile                                 |
| Abzweig mit U-Bahn geradeaus und nach links (Strecke außer Betrieb) |                   | Old Trowutta Mill Branch                  | Old Trowutta Mill Branch                  |
| Haltepunkt / Haltestelle (Strecke außer Betrieb) | 9,7               | Six Mile                                  | Six Mile                                  |
| Abzweig geradeaus und nach rechts (Strecke außer Betrieb) |                   | Togari Mill (1929 stillgelegt)            | Togari Mill (1929 stillgelegt)            |
| Haltepunkt / Haltestelle (Strecke außer Betrieb) | 11,3              | Seven Mile                                | Seven Mile                                |
| Haltepunkt / Haltestelle (Strecke außer Betrieb) | 14,5              | Nine Mile                                 | Nine Mile                                 |
| Haltepunkt / Haltestelle (Strecke außer Betrieb) | 16,1              | Ten Mile                                  | Ten Mile                                  |
| Abzweig mit U-Bahn geradeaus und nach rechts (Strecke außer Betrieb) |                   | Hölzerne Tramway (1937 stillgelegt)       | Hölzerne Tramway (1937 stillgelegt)       |
| Haltepunkt / Haltestelle (Strecke außer Betrieb) | 17,7              | Eleven Mile                               | Eleven Mile                               |
| Abzweig mit U-Bahn geradeaus und nach links (Strecke außer Betrieb) |                   | Brittons’ Tramway                         | Brittons’ Tramway                         |
| Haltepunkt / Haltestelle (Strecke außer Betrieb) | 22,5              | Fourteen Mile                             | Fourteen Mile                             |
| Abzweig mit U-Bahn geradeaus und nach links (Strecke außer Betrieb) |                   | Lee’s Tramway (1940 stillgelegt)          | Lee’s Tramway (1940 stillgelegt)          |
| Brücke (Strecke außer Betrieb) |                   | Montagu River                             | Montagu River                             |
| Bahnhof mit U-Bahn Streckenende (Strecke außer Betrieb) | 27,4              | Seventeen Mile (Bond Tier)                | Seventeen Mile (Bond Tier)                |
| U-Bahn-Haltepunkt / Haltestelle (Strecke außer Betrieb) | 29,0              | Eighteen Mile                             | Eighteen Mile                             |
| U-Bahn-Strecke (außer Betrieb) |                   | Bond Tier Gebirge                         | Bond Tier Gebirge                         |
| U-Bahn-Abzweig geradeaus und nach links (Strecke außer Betrieb) |                   | Marrawah Timber Co.                       | Marrawah Timber Co.                       |
| U-Bahn-Brücke (Strecke außer Betrieb) |                   | Welcome River                             | Welcome River                             |
| U-Bahn-Haltepunkt / Haltestelle (Strecke außer Betrieb) |                   | Salmon River Junction                     | Salmon River Junction                     |
| U-Bahn-Abzweig geradeaus und nach links (Strecke außer Betrieb) |                   | Jaeger’s Tramway                          | Jaeger’s Tramway                          |
| U-Bahn-Haltepunkt / Haltestelle (Strecke außer Betrieb) |                   | Redpa                                     | Redpa                                     |
| U-Bahn-Haltepunkt / Haltestelle (Strecke außer Betrieb) | 37,4              | East Marawah (23¼ Mile, 1939 stillgelegt) | East Marawah (23¼ Mile, 1939 stillgelegt) |
| U-Bahn-Kopfbahnhof Streckenende (Strecke außer Betrieb) | 45,1              | Marrawah (28 Mile, 1939 stillgelegt)      | Marrawah (28 Mile, 1939 stillgelegt)      |
| |                   |                                           |                                           |
| |                   | Rot: Stahlschienen, blau: Holzschienen    |                                           |

Die Marrawah Tramway war eine 45,1 km (28 Meilen) lange kapspurige Waldbahn in der Nähe von Marrawah in Tasmanien. Der Bau wurde um 1911 begonnen, um Holz aus dem Mowbray-Sumpf abzutransportieren. Die Waldbahn wurde im Oktober 1913 von der Landesregierung käuflich erworben und die Stahlschienen wurden bis Marrawah verlängert. 1961 wurde die Bahn stillgelegt.

## Bau
Der erste Spatenstich für die Strecke wurde von Gouverneur Sir Harry Barron am 4. Mai 1911 in Stanley durchgeführt. Nach der Winterpause nahm man die Arbeiten im August 1911 wieder auf. Die ersten Eisenbahnschienen und eine neue Lokomotive wurden bis November 1911 geliefert. Auf der Jahrestagung der Tramway Co., die am 22. Februar 1912 stattfand, wurde Geo Allen zum Direktor gewählt. F. F. Ford, der Gründer und auch der wichtigste Aktionär der Gesellschaft, war kurz vorher verstorben.
Zu dieser Zeit waren die Gleise auf eine Länge von 13½ Meilen verlegt worden und die Trasse bis zum Montagu-Fluss beim 15½-Meilen-Pflock fertiggestellt. Der Abschnitt vom 19-Meilen-Pflock bis zum 22½-Meilen-Pflock war bereits für die Verlegung von hölzernen Schienen vorbereitet, und es wurde erwartet, dass die Strecke bis zum Ende des Jahres Marrawah erreichen würde.
Die Bahngesellschaft übernahm den Transport von Holz für Lee & Sons auf dem gesamten Abschnitt der Waldbahn jenseits des 7½-Meilen-Pflocks. Britton Bros. bauten eine etwa anderthalb Meilen lange Abzweigung mit hölzernen Schienen, die mit der Tramway beim 9½-Meilen-Pflock verbunden war. Im November 1911 wurde mit der Bahn die erste Ladung Holz für die Verschiffung auf das Festland von ihrer Sägemühle Xmas Hills zur Pelican Point Jetty transportiert.

## Fahrzeuge
Im Oktober 1911 beschafften sich Lee & Sons, die auf eigenes Risiko die ersten sechs Meilen der Strecke ab Smithton verlegt hatten, die zweiachsige Dampflokomotive Spider und vermieteten diese an die Bahngesellschaft. Der Wagenpark bestand aus drei vierachsigen Drehgestell-Güterwagen und zwölf zweiachsigen Schotterwagen sowie Wagen für den Transport von land- und forstwirtschaftlichen Produkten. Das Unternehmen verhandelte über den Kauf einer 12 Tonnen schweren Climax-Lokomotive zu einem Preis von 1.000 £.

## Einweihung

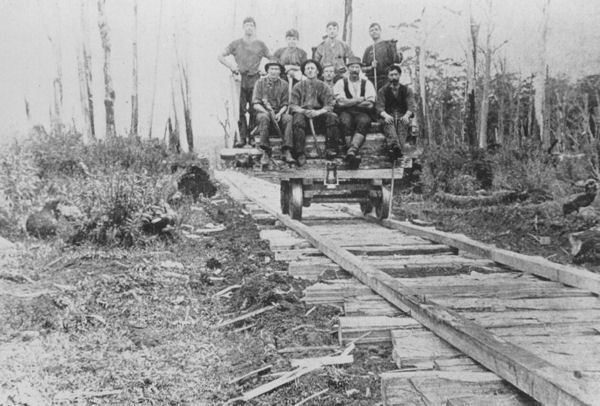
Neun Mitarbeiter der Marrawah Tramway fahren mit einer Lore über den Neubau-Abschnitt in der Nähe von Marrawah, wo Holzschienen verwendet wurden, 1931

Anfang Februar 1913 war der Bau der Waldbahn so weit fortgeschritten, dass sie für den Güterverkehr genutzt werden konnte. Der reguläre Zugverkehr zwischen Smithton und Marrawah begann am 5. Februar 1913. Auf der Waldbahn verkehrte einmal pro Woche ein gemischter Zug. Ab dem 17-Meilen-Pflock konnte die Fahrt mit der Pferdebahn fortgesetzt werden. Güter mussten dort umgeladen werden, und die Reisenden mussten umsteigen. Die geschätzten Kosten für die Waldbahn betrugen £ 259.592, zu durchschnittlichen Kosten von 2.998 £ pro Meile.
Die Waldbahn fuhr jeden Mittwoch um 9 Uhr in Smithton ab. Zur selben Zeit verließ die Pferdebahn Marrawah, um beim 17-Meilen-Pflock mit der Dampfbahn zusammenzutreffen. Es gibt Fotos von der ersten großen Lieferung Käse, die am Mittwoch, 5. Februar 1913 per Zug transportiert wurde. Es handelte sich um 9 Tonnen aus den Fabriken der Herren Moore und Gale. An diesem Tag wurden auch zwei Tonnen Wolle, Häute und Felle von verschiedenen Besitzern transportiert. Der Käse wurde über Smithon nach Melbourne verschifft, die anderen Artikel über Stanley für den Versand nach Launceston bereitgestellt.

## Unfälle

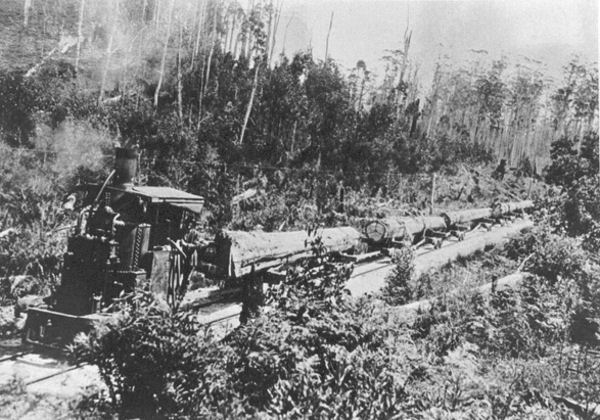
Die Dampflokomotive Coffee Pot mit vertikalem Kessel beim Langholztransport

Entgleisungen kamen häufig vor, denn der Boden war weich, und die Waldbahn wurde mit einem Blick auf die Kosten so verlegt, dass nur langsamer Verkehr möglich war. Die Züge waren einmännig besetzt: Der Lokführer heizte die Maschine selbst und setzte bei Entgleisungen seine Wagen wieder auf die Schienen. Weiteres Zugpersonal gab es nicht.
Die Beschreibung einer Entgleisung kann einen Einblick in die Arbeitsbedingungen der Waldbahn in dieser Zeit geben: Bei einer Untersuchung in Smithton über den tödlichen Unfall von Arthur McMahon, einem Forstmeister für Lee & Sons, sagte Crawford Cure, der Lokomotivführer des Coffee Pot, dass er mit einer Ladung von acht Baumstämmen nach Leesville unterwegs war, als eine Achse brach. Da es bereits spät war, kehrte er mit der Lok ohne Ladung zur Station zurück. Am nächsten Morgen wurden die Baumstämme des entgleisten Langholzwagens oberhalb des beschädigten Drehgestells aufgebockt, wobei die beiden Stämme an einem sechs Zoll dicken Träger aufgehängt waren. Ein Ersatz-Drehgestell sollte dann unter die Gabel des Langholzwagens geschoben werden. Unter normalen Umständen wurden die Lasten innerhalb von zwanzig Minuten bis zu einer halben Stunde aufgebockt. Unglücklicherweise hatte McMahon gerade den Bolzen vom Lager des Drehgestells entfernt, als sich die Ladung verschob und er gegen einen Baumstumpf neben der Bahnstrecke gedrückt wurde. Er war bereits tot, als Cure die Stämme im Alleingang anhob, um ihn zu retten.

## Abzweigungen

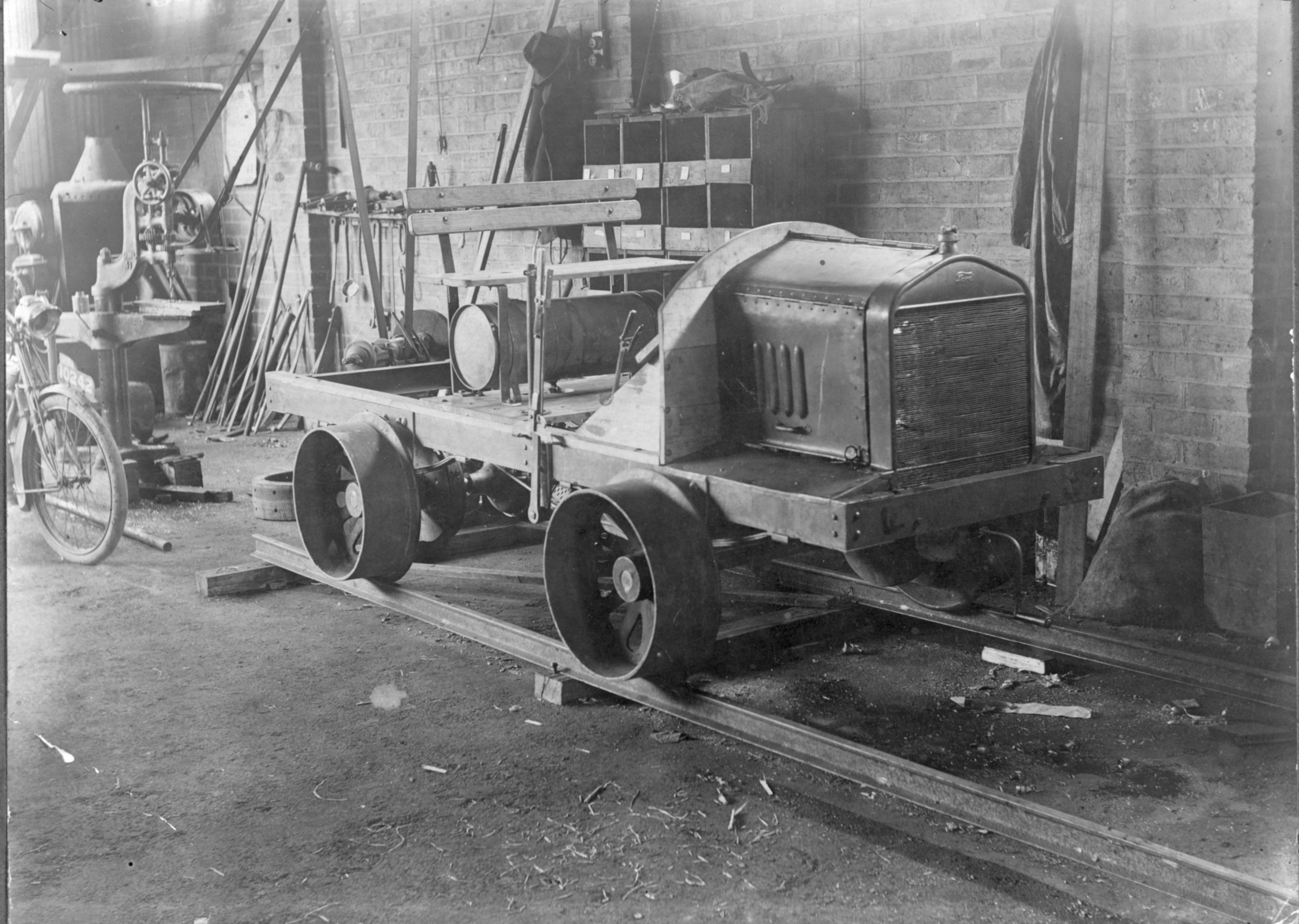
Zum Schienenfahrzeug umgebauter Ford Model T. Mit den breiten Laufflächen der Räder konnte er sowohl auf Holz- als auch auf Stahlschienen fahren.

In Montagu, Brittons, Arthur River und Welcome mündeten private Waldbahnen in die Hauptstrecke der Marrawah Tramway ein. Die Marrawah Tramway führte auf ihrer Strecke von Smithton nach Marrawah am Mowbray- und am Montagu-Sumpf vorbei.
Die von der Familie Britton gebaute Zweigstrecke verlief durch den Brittons-Sumpf und verband deren Sägemühle mit der 9¼-Meilen-Marke der Marrawah-Waldbahn. Die von Britton errichtete Schmalspurbahn kostete ungefähr £ 2.000, eine bedeutende Investition zu dieser Zeit. Ursprünglich wurden weiße Myrtenhölzer als Schwellen verwendet. Als Bettung dienten zwischen die Schwellen gestopfte Holzschnitzel und Holzstücke, so dass die fünfspännigen Gespanne die Güterloren mit bis zu zwei Stapeln Schnittholz transportieren konnten, ohne zu stolpern. Nach einigen Jahren wurden die Schwellen durch solche aus Hartholz ersetzt und in Kurven waren die äußeren Schienen nun aus Stahl. Zwölf Laderampen ermöglichten, 24 Ladungen Holz an der Verladestelle an der Marrawah Tramway zwischenzulagern. Das Holz wurde dann an die Anlegestelle am Pelican Point an der Mündung des Duck Rivers transportiert, wo es auf Schiffe verladen wurde, die nach Melbourne oder Adelaide fuhren. Im Winter 1919 sägten die Brittons etwa 2400 Kubikmeter Holz pro Tag. Die Brittons ließen sich für den Personentransport auch ein Ford Model T von Arthur Schmidt von Burnie in ein Schienenfahrzeug umbauen.

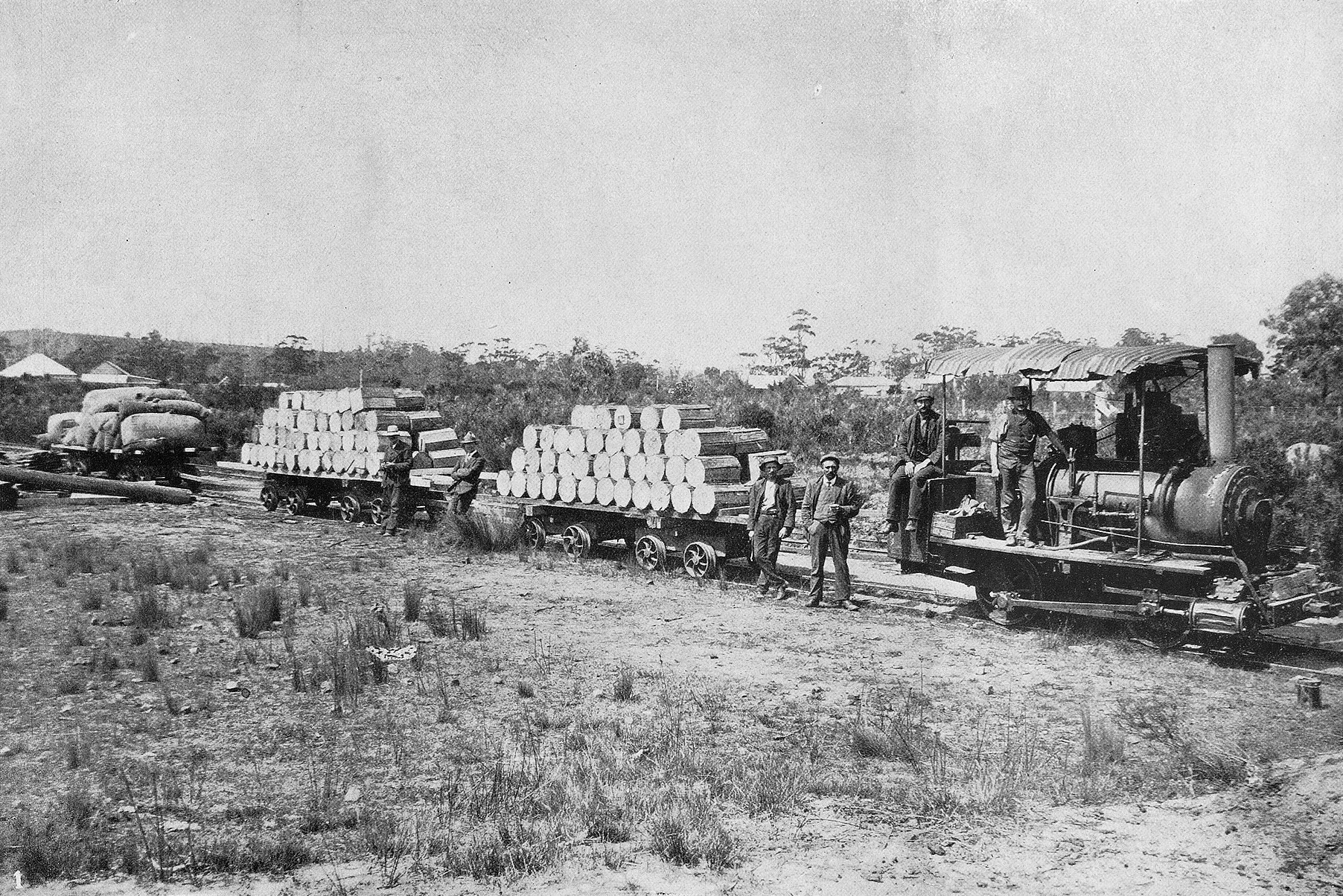
Die erste Fahrt mit 9 t Käse und 2 t Wolle
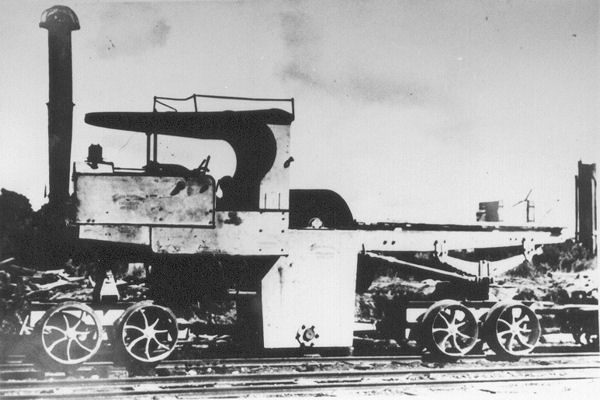
Harlot, ein umgebauter Dampflastwagen
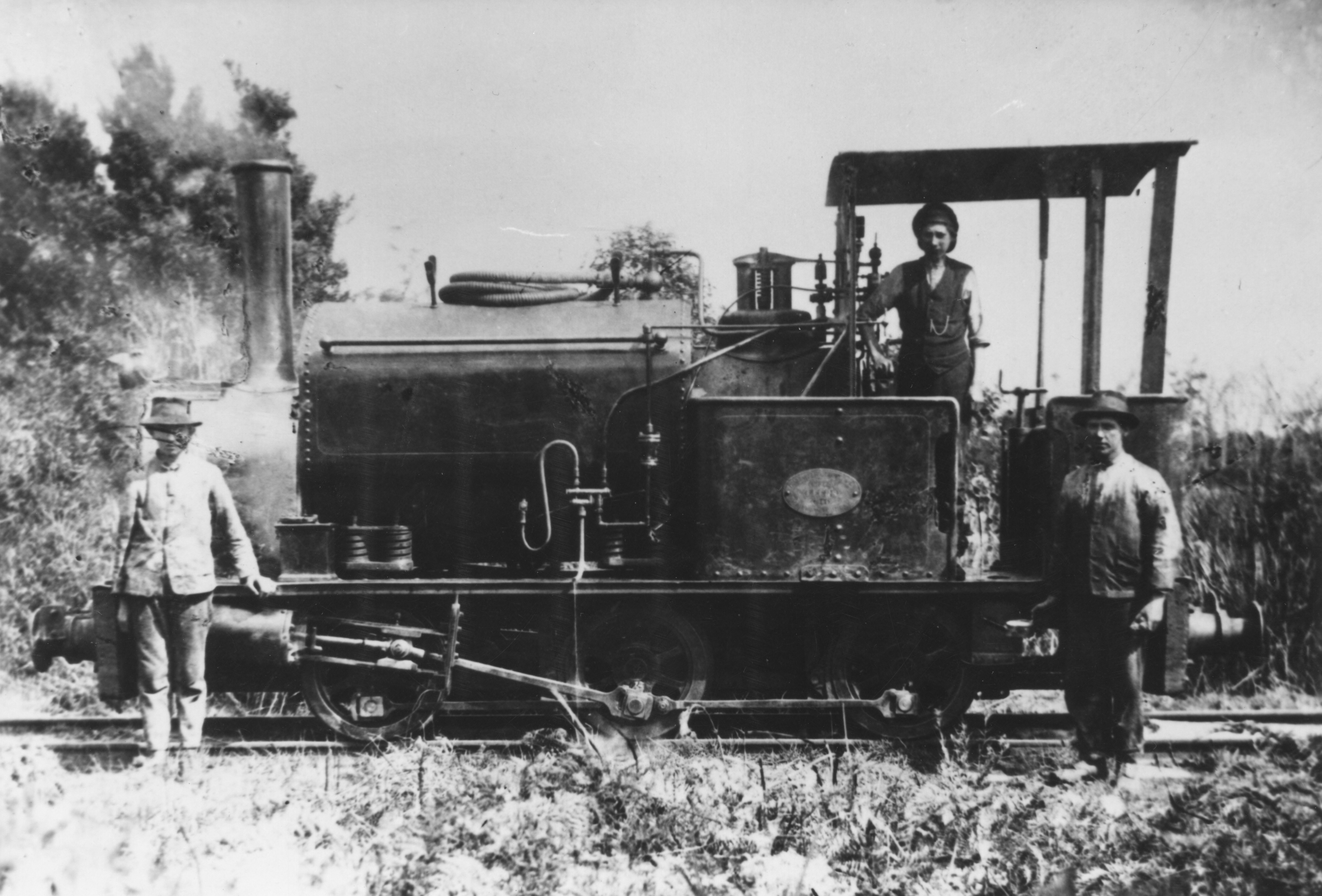
Six Wheeler
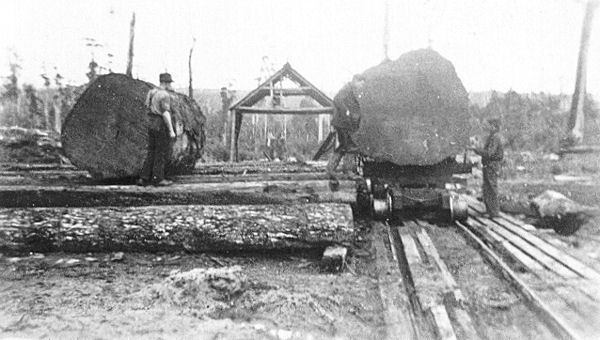
Jaeger's Mill, Redpa
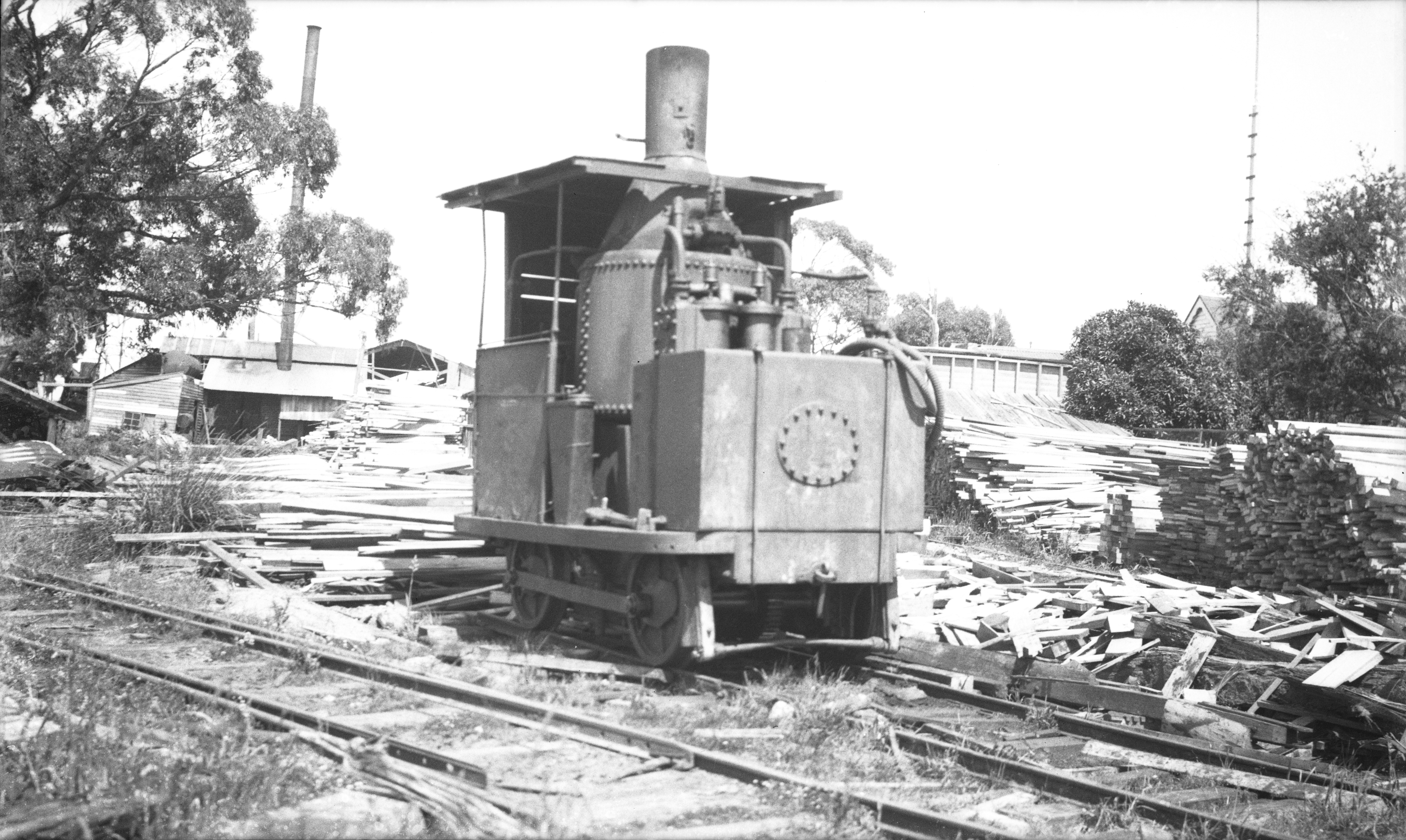
Coffee Pot bei Leesville